# Фальків
Фалькі́в — село у Берегометській селищній громаді Вижницького району Чернівецької області України.

## Географія
Через село тече річка Фальків, ліва притока Сучави.
На північній стороні від села бере початок річка Дмитриця, права притока Малого Серету.
На південному сході бере початок річка Рестовка-Маре, ліва притока річки Фальків.
На дорозі місцевого значення, що з'єднує села Долішній Шепіт і Фальків, розміщений перевал Фальків.

## Історія
З 24 серпня 1991 року село входить до складу незалежної України.
У 2020 році шляхом об'єднання сільських рад, село увійшло до складу Берегометської селищної громади.

## Населення
Згідно з переписом УРСР 1989 року чисельність наявного населення села становила 74 особи, з яких 38 чоловіків та 36 жінок.
За переписом населення України 2001 року в селі мешкала 51 особа.
У 2012 році в селі проживає 14 осіб, три родини. Відсутнє електропостачання — раз на три-чотири дні вмикають генератор, щоб переглянути новини.

### Мова
Розподіл населення за рідною мовою за даними перепису 2001 року:
| Мова       | Кількість | Відсоток |
| ---------- | --------- | -------- |
| українська | 45        | 88.24%   |
| румунська  | 4         | 7.84%    |
| польська   | 1         | 1.96%    |
| російська  | 1         | 1.96%    |
| Усього     | 51        | 100%     |